# Liste der Nummer-eins-Country-Alben in den USA (2010)
Dies ist eine Liste der Nummer-eins-Alben in den von Billboard ermittelten Verkaufscharts für Country-Alben in den USA im Jahr 2010. In diesem Jahr gab es vierzehn Nummer-eins-Alben.

| ← 2009 ← | Liste der Nummer-eins-Country-Alben in den USA | Liste der Nummer-eins-Country-Alben in den USA | Liste der Nummer-eins-Country-Alben in den USA | 2011 →                    |
| \| Zeitraum \| Wo. ges. \| Interpret \| Titel \| Zusätzliche Informationen \| \| (Zeitraum, Wochen auf Platz eins, Interpret, Titel, zusätzliche Informationen) \| \| \| \| \| \| ------------------------------------------------------------------------------ \| -------- \| --------------- \| ------------------------------- \| ------------------------- \| \| 26. Dezember 2009 – 12. Februar 2010 7 Wochen (insgesamt 35) \| 35 \| Taylor Swift \| Fearless[1] \| — \| \| 13. Februar 2010 – 30. Juli 2010 24 Wochen (insgesamt 24) \| 24 \| Lady Antebellum \| Need You Now[2] \| — \| \| 31. Juli 2010 – 6. August 2010 1 Woche (insgesamt 1) \| 1 \| Jerrod Niemann \| Judge Jerrod & the Hung Jury[3] \| — \| \| 7. August 2010 – 27. August 2010 3 Wochen (insgesamt 27) \| 27 \| Lady Antebellum \| Need You Now \| — \| \| 28. August 2010 – 3. September 2010 1 Woche (insgesamt 1) \| 1 \| Blake Shelton \| All About Tonight[4] \| — \| \| 4. September 2010 – 10. September 2010 1 Woche (insgesamt 1) \| 1 \| Trace Adkins \| Cowboy's Back in Town[5] \| — \| \| 11. September 2010 – 17. September 2010 1 Woche (insgesamt 1) \| 1 \| Little Big Town \| The Reason Why[6] \| — \| \| 18. September 2010 – 1. Oktober 2010 2 Wochen (insgesamt 29) \| 29 \| Lady Antebellum \| Need You Now \| — \| \| 2. Oktober 2010 – 8. Oktober 2010 1 Woche (insgesamt 1) \| 1 \| Jamey Johnson \| The Guitar Song[7] \| — \| \| 9. Oktober 2010 – 15. Oktober 2010 1 Woche (insgesamt 1) \| 1 \| Zac Brown Band \| You Get What You Give[8] \| — \| \| 16. Oktober 2010 – 22. Oktober 2010 1 Woche (insgesamt 1) \| 1 \| Kenny Chesney \| Hemingway's Whiskey[9] \| — \| \| 23. Oktober 2010 – 29. Oktober 2010 1 Woche (insgesamt 1) \| 1 \| Toby Keith \| Bullets in the Gun[10] \| — \| \| 30. Oktober 2010 – 5. November 2010 1 Woche (insgesamt 1) \| 1 \| Darius Rucker \| Charleston, SC 1966[11] \| — \| \| 6. November 2010 – 12. November 2010 1 Woche (insgesamt 1) \| 1 \| Sugarland \| The Incredible Machine[12] \| — \| \| 13. November 2010 – 3. Dezember 2010 3 Wochen (insgesamt 3) \| 3 \| Taylor Swift \| Speak Now[13] \| — \| \| 4. Dezember 2010 – 10. Dezember 2010 1 Woche (insgesamt 1) \| 1 \| Rascal Flatts \| Nothing Like This[14] \| — \| \| 11. Dezember 2010 – 31. Dezember 2010 3 Wochen (insgesamt 6) \| 6 \| Taylor Swift \| Speak Now \| — \| |                                                |                                                |                                                |                           |
| ← 2009 |                                                |                                                |                                                | → 2011 →                  |
| Zeitraum | Wo. ges.                                       | Interpret                                      | Titel                                          | Zusätzliche Informationen |
| (Zeitraum, Wochen auf Platz eins, Interpret, Titel, zusätzliche Informationen) |                                                |                                                |                                                |                           |
| 26. Dezember 2009 – 12. Februar 2010 7 Wochen (insgesamt 35) | 35                                             | Taylor Swift                                   | Fearless                                       | —                         |
| 13. Februar 2010 – 30. Juli 2010 24 Wochen (insgesamt 24) | 24                                             | Lady Antebellum                                | Need You Now                                   | —                         |
| 31. Juli 2010 – 6. August 2010 1 Woche (insgesamt 1) | 1                                              | Jerrod Niemann                                 | Judge Jerrod & the Hung Jury                   | —                         |
| 7. August 2010 – 27. August 2010 3 Wochen (insgesamt 27) | 27                                             | Lady Antebellum                                | Need You Now                                   | —                         |
| 28. August 2010 – 3. September 2010 1 Woche (insgesamt 1) | 1                                              | Blake Shelton                                  | All About Tonight                              | —                         |
| 4. September 2010 – 10. September 2010 1 Woche (insgesamt 1) | 1                                              | Trace Adkins                                   | Cowboy's Back in Town                          | —                         |
| 11. September 2010 – 17. September 2010 1 Woche (insgesamt 1) | 1                                              | Little Big Town                                | The Reason Why                                 | —                         |
| 18. September 2010 – 1. Oktober 2010 2 Wochen (insgesamt 29) | 29                                             | Lady Antebellum                                | Need You Now                                   | —                         |
| 2. Oktober 2010 – 8. Oktober 2010 1 Woche (insgesamt 1) | 1                                              | Jamey Johnson                                  | The Guitar Song                                | —                         |
| 9. Oktober 2010 – 15. Oktober 2010 1 Woche (insgesamt 1) | 1                                              | Zac Brown Band                                 | You Get What You Give                          | —                         |
| 16. Oktober 2010 – 22. Oktober 2010 1 Woche (insgesamt 1) | 1                                              | Kenny Chesney                                  | Hemingway's Whiskey                            | —                         |
| 23. Oktober 2010 – 29. Oktober 2010 1 Woche (insgesamt 1) | 1                                              | Toby Keith                                     | Bullets in the Gun                             | —                         |
| 30. Oktober 2010 – 5. November 2010 1 Woche (insgesamt 1) | 1                                              | Darius Rucker                                  | Charleston, SC 1966                            | —                         |
| 6. November 2010 – 12. November 2010 1 Woche (insgesamt 1) | 1                                              | Sugarland                                      | The Incredible Machine                         | —                         |
| 13. November 2010 – 3. Dezember 2010 3 Wochen (insgesamt 3) | 3                                              | Taylor Swift                                   | Speak Now                                      | —                         |
| 4. Dezember 2010 – 10. Dezember 2010 1 Woche (insgesamt 1) | 1                                              | Rascal Flatts                                  | Nothing Like This                              | —                         |
| 11. Dezember 2010 – 31. Dezember 2010 3 Wochen (insgesamt 6) | 6                                              | Taylor Swift                                   | Speak Now                                      | —                         |